# Vân Hòa, Lệ Thủy
Vân Hòa (giản thể: 云和县; phồn thể: 雲和縣; Hán-Việt: Vân Hòa huyện) là một huyện thuộc địa cấp thị Lệ Thủy, tỉnh Chiết Giang, Cộng hòa Nhân dân Trung Hoa. Huyện này có diện tích 978 km2, dân số 110.000 người. Mã số bưu chính là 323600. Huyện lỵ huyện này đóng ở số 6 đường Thành Bắc, trấn Vân Hòa. Huyện Vân Hòa có các đơn vị hành chính trực thuộc gồm 4 trấn, 6 hương, 2 hương dân tộc, 6 xã khu, 170 thôn hành chính.